# كورنيليا شابن
كورنيليا شابن (بالإنجليزية: Cornelia Chapin)‏ هي فنانة أمريكية، ولدت في 1893، وتوفيت في 1972.